# Sofia Tapani
Sofia Tapani, född 1982, är en fridykare som hade svenskt rekord i pooldisciplinen DNF (Dynamic No Fins). Hon tog rekordet i mars 2011 när hon simmade 145 m under ytan på ett andetag. Hon vann SM i fridykning 2016 genom att segra i alla tre delgrenarna. Med 5 minuter 18 sekunder i stillaliggande andhållning, 156 meter simning med fena och 112 meter utan fena.